# زولت لوف

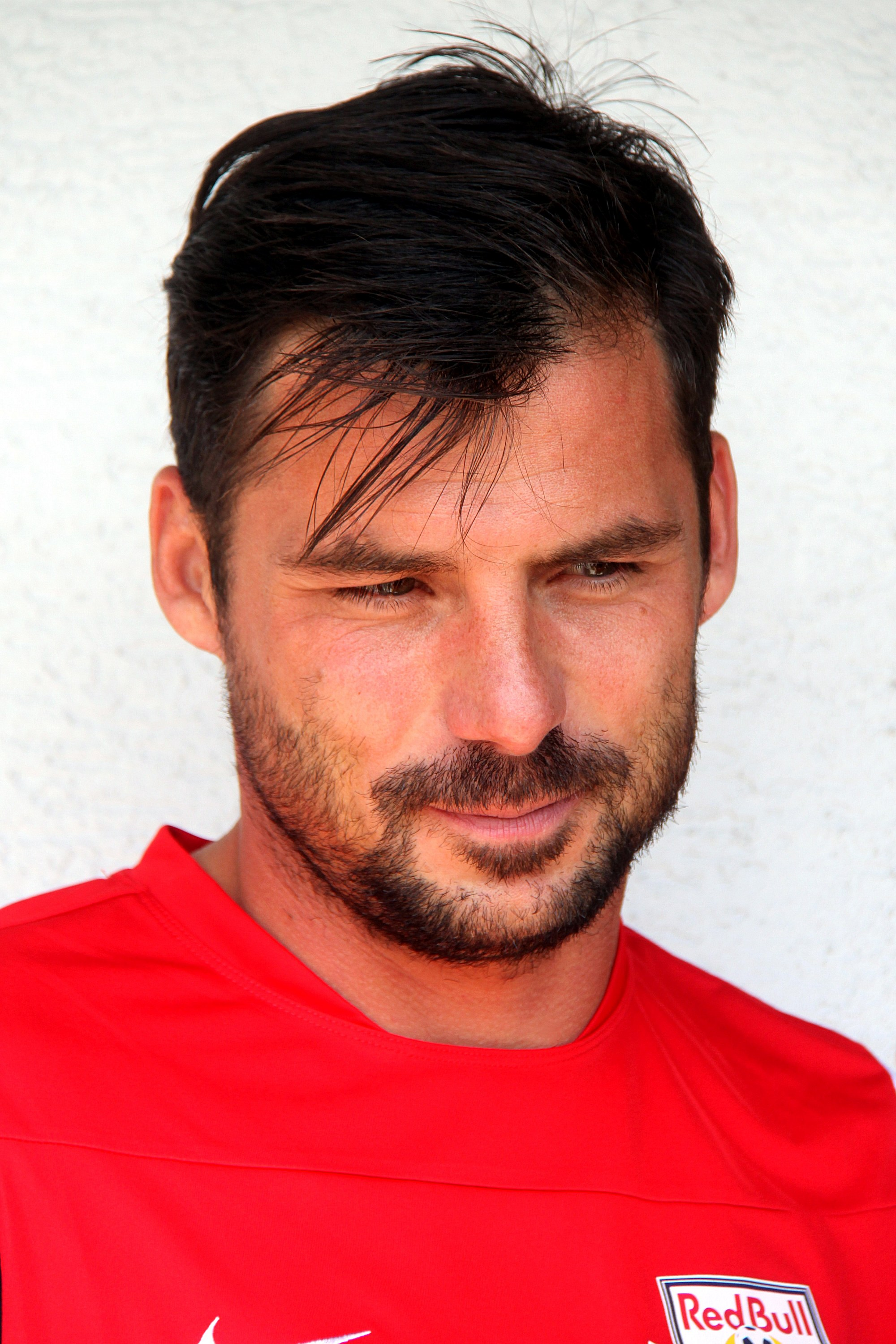

زولت لوف (بالمجرية: Lőw Zsolt)‏ (مواليد 4 أبريل 1979 في بودابست - المجر) لاعب كرة قدم مجري يلعب حاليا لصالح نادي الدرجة الأولى ماينز الألماني منذ 2009 في مركز الظهير الأيسر .

## روابط خارجية
- زولت لوف على موقع اتحاد المجر (الهنغارية)
- زولت لوف على موقع قاعدة بيانات كرة القدم.إي يو (الإنجليزية)
- زولت لوف على موقع بيانات كرة القدم. دي إي (الألمانية)
- زولت لوف على موقع ناشيونال فوتبول تيمز (الإنجليزية)
- زولت لوف على موقع Soccerbase.com (لاعب) (الإنجليزية)
- زولت لوف على موقع عالم كرة القدم.نت (الإنجليزية)
- زولت لوف على موقع كووورة